# 志庵
《志庵》（日语：／ Shian）是日本音樂組合B'z的主唱稻葉浩志的第2張原創專輯。於2002年10月9日由VERMILLION RECORDS發行。

## 概要
專輯標題『志庵』是稻葉的私人錄音室的名字，亦是在同錄音室錄製而成。在本作收錄曲中，有10首歌曲是由稻葉親自演奏了吉他。此外，在前作之後作為單曲發售的「遠くまで」未收錄於本作中。
關於本作稻葉表示「『マグマ』（熔巖）是從數線上的負數噴湧而出的感覺。在放上『遠くまで』（到遠方）之後，終於不屬於任何一方的中立位置即是本作」。此外，在『別冊カドカワ』（別冊KADOKAWA）中，森雪之丞高度讚揚本專輯，並將其評為了「自身話語的傳遞方式真的非常高明」。
小冊子的設計結構，是在稻葉身上貼有各曲歌詞刺青的寫真旁記載了製作人員名單，並另外附屬了歌詞卡。

## 收錄曲
1. (3:50)
前奏由藍調口琴揭開序幕，於歌詞中使用了稻葉出身地的岡山腔。
是以在錄音室裡邊彈吉他邊製作而成。據說基本上不存在所謂的編曲，只是想創作出一首很有活力的歌。
在MUSIC VIDEO中是赤裸著上半身歌唱，與小冊子裡的寫真同樣於背上黏貼了歌詞的刺青。
2. (4:06)
據說歌詞是以打算寫給稻葉的哥哥般撰寫而成[4]。是與1st單曲「遠くまで」的製作時同時期創作的樂曲，在收錄於本作中時變更了歌詞及編曲[5]。當被詢問到關於在編曲上的要點時，稻葉表示「是從溫柔部分（旋律）到激烈部分（副歌）的轉折點[原文 3]」。
3. (4:34)
是一首由鋼琴連複段（日语：リフ）（Riff）製作而成的具有3連華爾滋的樂曲[6]。
發售後，被採用為文化放送的『LIPS PARTY 21.jp（日语：LIPS PARTY 21.jp）』片尾曲。
據說在製作當初加入了吉他，但因原聲貝斯（日语：アコースティック・ベース）的音色更好而去掉了[4]。
4. (3:30)
間奏來自便攜式收音機Skysensor（日语：スカイセンサー (ラジオ)）的雜音，稻葉表示「要配合著這個來創作旋律很難[原文 4]」[6]。
5. (4:20)
原為僅只鋼琴伴奏與歌唱的只有一段的DEMO音源，製作於比1st單曲「遠くまで」更早以前[7][4]。
自發售起約1個月後，被起用為日本電視台系『名偵探柯南』片尾曲（期間：2002年11月18日 - 2003年1月20日），並且亦被收錄於了『THE BEST OF DETECTIVE CONAN 2 〜名探偵コナン テーマ曲集2〜』中。
6. (4:46)
於吉他聲中帶有哇音，但並非自動哇哇效果器（Auto-wah），而是踩了哇哇踏板（英语：Wah-wah pedal）。此外，亦可聽見來自稻葉的吉他獨奏。
關於標題與曲調，稻葉表示「應該是痛苦的"GO"吧？[原文 5]」[4]。
在『Koshi Inaba LIVE 2016 〜enIII〜』上首次現場演奏。
7. （凌晨3點的家庭式餐廳）(3:28)
是一首以自彈自唱（日语：弾き語り）原聲吉他為主體的樂曲。
根據稻葉表示凌晨3點是「夜晚與早晨交會的時間[原文 6]」。此外，當初並非「凌晨3點」而是「凌晨4點」。[來源請求]
8. （呼喚你的聲音消逝在風中）(3:54)
在本作中稻葉第一首演奏了吉他的樂曲[4][6]。
9. (4:14)
以吉他連複段（Riff）製作而成的樂曲[6]。
10. (4:11)
在製作專輯時最先完成的樂曲[8]。僅本曲由寺島彈奏了吉他。
11. (3:36)
在本專輯收錄曲中最後製作的樂曲[4]。
12. （願能傳達給我）(4:04)
稻葉很鍾意「願能注意到」（注意深くいられるように）這句歌詞[4]。
與前2曲同為以淡出（日语：フェードアウト）作結，據說結尾為了呈現出接下來將會繼續般的感覺，而把旋律帶到了最後[7]。

## 商業搭配
- 讀賣電視台・日本電視台系動畫『名偵探柯南』片尾曲(#5)

## 製作人員
- 稻葉浩志：主唱、全曲作詞・作曲・編曲、吉他（#1.2.4-9.11.12）、藍調口琴（#1）、Skysensor（日语：スカイセンサー (ラジオ)）（#4.8）、打擊樂器（#8.9）、Mix（#7）
- 寺島良一：原聲吉他（#10）、編曲（#2.9.10）
- 豊田みのる：Mix（#1.4.8）、編曲（#4.8.11.12）、Additional Programming（#2）
- 池田大介（日语：池田大介 (編曲家)）：弦樂器編曲（#2.3.5.7）、編曲（#3.5.6.7）
- 高桑心：Mix（#2.3.5.10-12）
- 野崎智子：Mix（#6）
- 小林廣行：Mix（#9）
- 山木秀夫（日语：山木秀夫）：爵士鼓（#1-5.8-12）
- 根岸孝旨（日语：根岸孝旨）：貝斯（#1.5）
- 明石昌夫：貝斯（#2.4.8.9）
- 吉田建（日语：吉田建）：貝斯（#11.12）
- 青木智仁（日语：青木智仁）：貝斯（#6.10）
- 金澤英明：原聲貝斯（日语：アコースティック・ベース）（#3）
- 小野塚晃（日语：DIMENSION）：鋼琴（#3.5.10）
- 篠崎（日语：篠崎正嗣）Strings：弦樂器（#2.3.5）
- 松野弘明：弦樂器（#2）
- 小橋ちひろ：豎琴（#5.8）
- 苅田雅治：大提琴（#7）
- SHIMIZU TOMOYUKI：Gang Voice（#8.11）
- TAURA TOSHIAKI：Gang Voice（#8.11）
- TSURUOKA NAOTO：Gang Voice（#8.11）
- MATSUDA TAKAYUKI：Gang Voice（#8.11）

## 腳註

### 出典
1. 1 2  . BARKS (JAPAN MUSIC NETWORK株式會社). 2002-10-10  [2020-06-02].
2. ↑  . MRM. 2013: 218.
3. ↑  . M-ON! Entertainment. 2003年6月號.
4. 1 2 3 4 5 6 7   54. B'z Party. 2002-09.
5. ↑  . MRM. 2013: 250.
6. 1 2 3 4  . MRM. 2013: 167.
7. 1 2  佐伯明. . Sony Magazines. 2003.
8. ↑  . MRM. 2002年10月號.

| 電視動畫『名偵探柯南』片尾曲 2002年11月18日 - 2003年1月20日 |                       |                             |
| 前作: 上原杏美 『無色』                                     | 稻葉浩志 『Overture』 | 次作: ZARD 『明日を夢見て』 |